# Tornérhielm
Tornérhielm är en svensk adlig släkt. 

## Historia
Släkten härstammar ursprungligen från Västmanland. Äldste kände släktmedlem är rusthållaren och sexmannen Anders Månsson i  Olsta by i Irsta socken början av 1600-talet. 
Hans sonson prosten Abraham Salomonis (1654–1706). var kyrkoherde i Fellingsbro pastorat av Västerås stift, vars hustru Magdalena Christiernin var dotter till prosten Johannes Christiernin, av samma släkt som af Cristiernin och von Christierson, och släkt med en av stammödrarna till ätten von Wallvijk. Hennes mor Magdalena Simonia var dotter till en Rudbeck.
Abraham Salomonis och Magdalena Christiernin var föräldrar till ryttmästaren vid Upplands femmänningskavalleriregemente sedermera premiärkaptenen vid Nylands dragonregemente, Abraham Salmoon (1692–1730), som adlades 8 september 1719 i Palatset i Stockholm av drottning Ulrika Eleonora under namnet Tornérhielm. Ätten introducerades året därefter på nummer 1655. Hans hustru var Magdalena Törne, dotter till en tullinspektor i Norrköpings och syster till Peter Törne adlad von Törne, en ätt som härstammade från Hising, släkt med ärkebiskop Petrus Kenicius och Bureätten. Av barnen gifte sig dottern Elisabeth Oxenstierna af Croneborg, och två söner, överstelöjtnant Abraham Tornérhjelm och major Jacob Tornérhjelm, förde ätten vidare. Den förre var gift två gånger, först med friherrinnan Amalia Charlotta von Hylthéen och sedan med Christina Eleonora Silfversköld. Den senares släktgren utslocknade 1814 när sonen Wilhelm Tornérhjelm sköt sig.
Släkten har gett namn åt Tornérhjelmska huset i Helsingborg.

## Vapenbeskrivning
Skölden är fastställd som fyrstyckad i fyra delar. Den översta fältet ses en försilvrad hjälm, mitten fälten ses två röda kulor och fältet längst ner en molett (sporrklinga) i silver. Vilket är en symbol för rytteri. Hjälmen i skölden kallas hielm men är en tornerhjälm är förståeliga skäl och är en talande bild för släktnamnet. Från torkningsväsendet kommer också de två  lansarna av guld som korsvis mellan två blå standar på hjälmen. 

## Blasonering
| ”                                                                        | En Skiöld genom en tranché- och taillé-strek fördelt i fyra deelar; warandes det öfwersta Fältet blott, med en försilfrad hielm uti; det nedersta är äfwen af blå färg, hwaruti sees en sölfwer molett; men de begge yttre Fälten äro af guld, hwardera Zijrade med en röd kula. Ofwan på Skiölden står en öpen Tornerhielm, på hwilcken wisa sig twenne i korszwijs stälte lantzar af gull, emellan twenne blå estandarer. Crantzen och löfwärcket är af guld, Sölfwer, blott och rödt; aldeles som detta Wapn med deβ egentelige färgor härhoos afmåhlat finnes. | „ |
| – Sköldebrevet i original, RHA. Transkription: Göran Mörner, 2019-09-11. | |   |

## Kända personer ur ätten
- Alice Trolle-Wachtmeister, född Tornérhjelm
- Gustaf Tornérhjelm
- Rudolf Tornérhjelm
- Viktor Tornérhjelm
- Wilhelm Tornérhjelm